# 이와타니 도시오
이와타니 도시오(일본어: 岩谷 俊夫, 1925년 10월 24일 ~ 1970년 3월 1일)는 일본의 전직 축구 선수로 선수 시절 포지션은 공격수였으며 1951년 아시안 게임 동메달리스트였다.

## 선수 시절

### 클럽
1925년 10월 24일 일본 효고현 고베시 출생으로 고베 다이이치 고등학교, 와세다 대학을 졸업한 뒤 오사카 SC에 입단하여 천황배 3연속 준우승(1951년, 1952년, 1953년)을 만들어냈다.

### 국가대표팀
1951년 일본 A대표팀에 처음으로 발탁된 이후 같은 해 3월 7일 이란과의 1951년 아시안 게임 준결승전에서 국제 A매치 데뷔전을 치렀으며 이틀 후에 열린 아프가니스탄과의 동메달 결정전에서 멀티골을 터뜨리며 팀의 아시안 게임 초대 대회 동메달 획득에 기여했다. 
그 후 자국에서 열린 대한민국과의 1954년 FIFA 월드컵 아시아 지역 예선에 출전하여 2차전에서 멀티골을 터뜨렸지만 1차전에서 당한 1-5 대패의 여파를 극복하지 못한 채 1·2차전 합계 3-7의 완패를 당하며 월드컵 본선 출전권을 대한민국에게 넘겨주고 말았다.
그리고 대한민국과의 1956년 하계 올림픽 아시아 지역 예선 1차전에서 팀의 2번째 득점을 기록하며 올림픽 본선 진출의 교두보를 마련했으며 이후 1956년 하계 올림픽 본선에 출전하였으나 이 대회 개최국인 호주와의 1라운드에서 0-2로 패하며 8강 진출에 실패했다. 
1956년 올림픽 이후 A매치 통산 8경기 4골의 기록을 남긴 뒤 은퇴를 선언했고 1970년 3월 1일 도쿄 주오구에서 향년 44세의 나이로 생을 마감했으며 사망한지 36년이 지난 2006년 일본 축구 명예의 전당에 헌액되었다.

## 통계
| 일본 | 일본 | 일본 |
| 연도 | 출전 | 득점 |
| ---- | ---- | ---- |
| 1951 | 3    | 2    |
| 1952 | 0    | 0    |
| 1953 | 0    | 0    |
| 1954 | 2    | 2    |
| 1955 | 2    | 0    |
| 1956 | 1    | 0    |
| 통산 | 8    | 4    |

## 수상

### 클럽
오사카 SC
- 천황배 : 준우승 (1951, 1952, 1953)

### 국가대표팀
일본
- 아시안 게임 : 동메달 (1951)